# De Cive

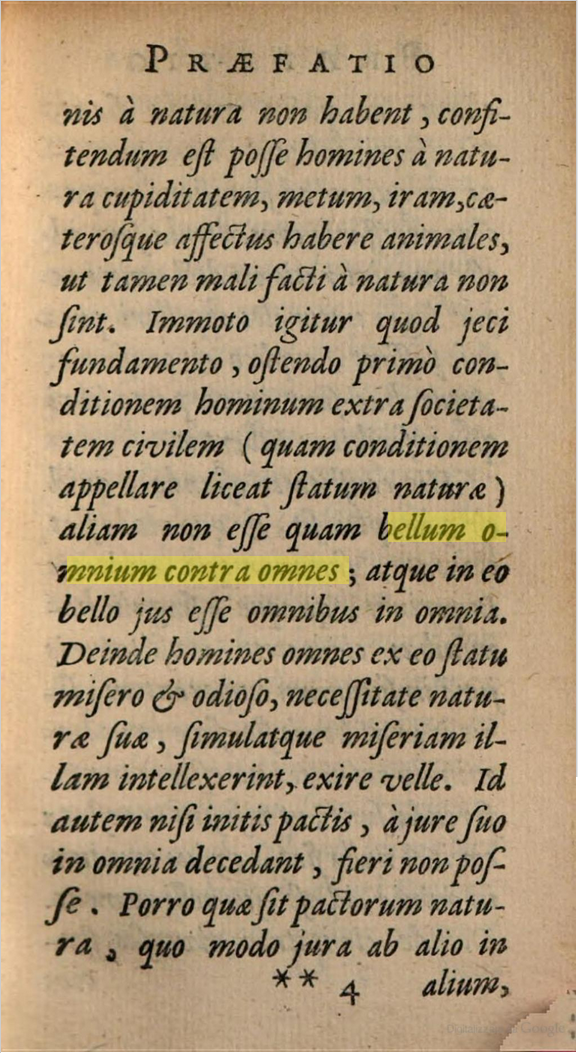
El Praefatio (Prefacio) De Cive donde la frase «Bellum omnium contra omnes» aparece por primera vez. Tomado de la edición revisada impresa en 1647 en Ámsterdam (apud L. Elzevirium).

De Cive (Sobre el ciudadano) es una de las principales obras de Thomas Hobbes. El libro fue publicado originariamente en latín en París en 1642, seguido de otras dos ediciones en latín en Ámsterdam en 1647. La traducción inglesa de la obra apareció por primera vez cuatro años después (Londres 1651) bajo el título de Philosophicall rudiments concerning government and society.

## Descripción
De Cive es la primera de una trilogía de obras escritas por Hobbes sobre el conocimiento humano, las otras dos obras de la trilogía son De Corpore (Sobre el cuerpo), publicado en 1655 y De Homine (Sobre el hombre), publicado en 1658. Debido a la agitación política de la época, los disturbios que condujeron a la guerra civil inglesa de 1642, Hobbes precipitadamente pensó y realizó la obra que sería sistemáticamente la última: De Cive. Esta obra consta de tres partes: Libertas (Liberia), Imperio (Dominio) y Religio (Religión). En la primera parte, describe la condición natural del hombre, tratando con las leyes naturales; en la segunda, se indica la necesidad de establecer un gobierno estable. Finalmente, en la tercera parte, escribe sobre la religión. 
Anticipó el tema del Leviatan más concretamente. La famosa frase Bellum omnium contra omnes («guerra de todos contra todos») va a aparecer por primera vez en este texto.

## Publicación
De Cive se terminó en noviembre de 1641 —antes de la guerra civil inglesa— así los argumentos repetidos una década más tarde en Leviatán no pueden ser influenciados exclusivamente para esta guerra. El libro fue publicado en latín en 1642; una edición revisada apareció en 1647. Fue traducido al inglés, titulado Philosophicall rudiments concerning government and society (publicado en 1651). John Aubrey atestigua que Hobbes tradujo él mismo, parte del trabajo al inglés con tal éxito que un traductor preferiría dejar a Hobbes hacer el trabajo; todavía no es seguro si este fue realmente el caso.
La edición de la obra de H. Warrender (versiones latinas e inglesas, Oxford: Clarendon Press, 1983) son actualmente las más conocidas.